# Cementkrucifikset
Cementkrucifikset er en dansk portrætfilm fra 1968, der er instrueret af Jørgen Vestergaard efter manuskript af Rudolf Broby-Johansen.

## Handling
Filmen fortæller historien om pastor Anton Laier, bondedrengen fra Frederiks på den jyske hede, der blev præst i en alder af 37 år, og som i 1937 afsattes fra sit embede i Hjallerup, først og fremmest fordi han (som det hed) havde omdannet præstegårdshaven til en karrusel med sine verdslige og religiøse cementskulpturer. Efter afsættelsen fortsatte Laier sin kunstneriske virksomhed i skulptur og maleri, og filmen tegner et nærbillede af Laier som en modig folkelig forkynder, hvis forargelige forkyndelse i kunstens form - den eneste ægte indremissionske kunst i Danmark - meget vel kan blive en del af den internationale kunsthistorie.
Der er tilført en ramme til slut i filmen, som yderligere forstærker dramaet og portrætter af Laier: optagelser fra flytningen af nogle af de største skulpturer i begyndelsen af 1968. Der skulle nemlig gå en ny hovedvej gennem Laiers skulpturpark, og kameraet fulgte denne moderne reprise på nedtagningen af korset og på himmelfarten, med den nu 85-årige Laier som magtesløs tilskuer.